# Championnat d'Uruguay de football 2014-2015
Navigation
Saison précédente Saison suivante
La saison 2014-2015 du Championnat d'Uruguay de football est la cent-treizième édition du championnat de première division en Uruguay. Les seize meilleurs clubs du pays s'affrontent lors de deux tournois saisonniers, Ouverture et Clôture. Les vainqueurs de chaque tournoi s'affrontent pour déterminer le champion d'Uruguay. La relégation est déterminée par un classement cumulé des deux dernières saisons.
C'est le Club Nacional de Football qui est sacré champion d'Uruguay cette saison après avoir remporté le tournoi Ouverture puis battu Peñarol en finale nationale. Il s’agit du quarante-cinquième titre de champion d'Uruguay de l’histoire du club.

## Qualifications continentales
Le champion d'Uruguay se qualifie à la fois pour la Copa Libertadores 2016 et la Copa Sudamericana 2015. Les deux premiers du classement cumulé joueront la Libertadores tandis que les 3e, 4e et 5e de ce même classement obtiennent leur billet pour la Sudamericana.

## Les clubs participants
| - Club Atlético Peñarol - Defensor Sporting Club - Club Nacional de Football - Racing Club de Montevideo - Club Atlético Rentistas - Club Atlético Atenas - Promu de Primera B - Club Atlético Cerro - Club Atlético Juventud | - Rampla Juniors Fútbol Club - Promu de Primera B - Danubio Fútbol Club - CA River Plate - Montevideo Wanderers Fútbol Club - Centro Atlético Fénix - Tacuarembó Fútbol Club - Promu de Primera B - Centro Cultural y Deportivo El Tanque Sisley - Institución Atlética Sud América |

## Compétition
Le barème utilisé pour établir les classements est le suivant :
- Victoire : 3 points
- Match nul : 1 point
- Défaite : 0 point

### Classements
| Rang | Équipe                                       | Pts | J  | G  | N | P  | Bp | Bc | Diff |
| ---- | -------------------------------------------- | --- | -- | -- | - | -- | -- | -- | ---- |
| 1    | Club Nacional de Football                    | 42  | 15 | 14 | 0 | 1  | 34 | 7  | +27  |
| 2    | Racing Club de Montevideo                    | 32  | 15 | 10 | 2 | 3  | 32 | 26 | +6   |
| 3    | Club Atlético Peñarol                        | 25  | 15 | 7  | 4 | 4  | 28 | 16 | +12  |
| 4    | CA River Plate                               | 25  | 15 | 8  | 1 | 6  | 26 | 18 | +8   |
| 5    | Centro Cultural y Deportivo El Tanque Sisley | 23  | 15 | 6  | 5 | 4  | 18 | 18 | 0    |
| 6    | Defensor Sporting Club                       | 21  | 15 | 6  | 3 | 6  | 28 | 22 | +6   |
| 7    | Institución Atlética Sud América             | 20  | 15 | 5  | 5 | 5  | 17 | 17 | 0    |
| 8    | Club Atlético Juventud                       | 20  | 15 | 6  | 2 | 7  | 21 | 22 | -1   |
| 9    | Club Atlético AtenasP                        | 20  | 15 | 6  | 2 | 7  | 20 | 22 | -2   |
| 10   | Danubio Fútbol ClubT                         | 20  | 15 | 5  | 5 | 5  | 17 | 20 | -3   |
| 11   | Club Atlético Rentistas                      | 20  | 15 | 6  | 2 | 7  | 18 | 24 | -6   |
| 12   | Montevideo Wanderers Fútbol Club             | 19  | 15 | 6  | 1 | 8  | 21 | 21 | 0    |
| 13   | Centro Atlético Fénix                        | 17  | 15 | 5  | 2 | 8  | 20 | 26 | -6   |
| 14   | Rampla Juniors Fútbol ClubP                  | 17  | 15 | 5  | 2 | 8  | 18 | 27 | -9   |
| 15   | Club Atlético Cerro                          | 11  | 15 | 3  | 2 | 10 | 11 | 32 | -21  |
| 16   | Tacuarembó Fútbol ClubP                      | 7   | 15 | 1  | 4 | 10 | 17 | 28 | -11  |

| Rang | Équipe                                       | Pts | J  | G | N | P  | Bp | Bc | Diff |
| ---- | -------------------------------------------- | --- | -- | - | - | -- | -- | -- | ---- |
| 1    | Club Atlético Peñarol                        | 31  | 15 | 9 | 4 | 2  | 28 | 13 | +15  |
| 2    | CA River Plate                               | 29  | 15 | 9 | 2 | 4  | 30 | 17 | +13  |
| 3    | Defensor Sporting Club                       | 27  | 15 | 7 | 6 | 2  | 20 | 16 | +4   |
| 4    | Danubio Fútbol ClubT                         | 26  | 15 | 8 | 2 | 5  | 17 | 12 | +5   |
| 5    | Club Atlético Juventud                       | 25  | 15 | 7 | 4 | 4  | 25 | 17 | +8   |
| 6    | Tacuarembó Fútbol ClubP                      | 24  | 15 | 7 | 3 | 5  | 23 | 22 | +1   |
| 7    | Club Atlético Cerro -1                       | 23  | 15 | 7 | 3 | 5  | 21 | 23 | -2   |
| 8    | Institución Atlética Sud América             | 22  | 15 | 5 | 7 | 3  | 19 | 19 | 0    |
| 9    | Club Nacional de Football                    | 21  | 15 | 6 | 3 | 6  | 24 | 21 | +3   |
| 10   | Centro Atlético Fénix                        | 20  | 15 | 6 | 2 | 7  | 18 | 16 | +2   |
| 11   | Centro Cultural y Deportivo El Tanque Sisley | 16  | 15 | 4 | 4 | 7  | 17 | 25 | -8   |
| 12   | Montevideo Wanderers Fútbol Club             | 15  | 15 | 4 | 3 | 8  | 19 | 18 | +1   |
| 13   | Club Atlético AtenasP                        | 14  | 15 | 4 | 2 | 9  | 27 | 37 | -10  |
| 14   | Rampla Juniors Fútbol ClubP                  | 14  | 15 | 4 | 2 | 9  | 18 | 28 | -10  |
| 15   | Club Atlético Rentistas                      | 14  | 15 | 4 | 2 | 9  | 16 | 27 | -11  |
| 16   | Racing Club de Montevideo                    | 13  | 15 | 4 | 1 | 10 | 17 | 28 | -11  |

- Le Club Atlético Cerro reçoit une pénalité d'un point à la suite des incidents survenus lors de la rencontre à domicile face à Peñarol, lors de la première journée du tournoi Clôture.

### Phase finale
|  | Demi-finales        | Demi-finales              | Demi-finales          | Demi-finales              |                           |                           | Finale | Finale | Finale | Finale |
|  |                     |                           |                       |                           |                           |                           |        |        |        |        |
|  |                     |                           |                       |                           |                           |                           |        |        |        |        |
|  | Vainqueur Ouverture | Club Nacional de Football | 3                     | 3                         |                           |                           |        |        |        |        |
|  | Vainqueur Ouverture | Club Nacional de Football | 3                     | 3                         |                           |                           |        |        |        |        |
|  | Vainqueur Clôture   | Club Atlético Peñarol     | 2                     | 2                         |                           |                           |        |        |        |        |
|  | Vainqueur Clôture   | Club Atlético Peñarol     | 2                     | 2                         | Club Nacional de Football | Club Nacional de Football | -      | -      |        |        |
|  |                     |                           |                       |                           | Club Nacional de Football | Club Nacional de Football | -      | -      |        |        |
|  |                     |                           | 1er classement cumulé | Club Nacional de Football | -                         | -                         |        |        |        |        |
|  |                     |                           |                       |                           | -                         | -                         |        |        |        |        |
|  |                     |                           |                       |                           |                           |                           |        |        |        |        |
|  |                     |                           |                       |                           |                           |                           |        |        |        |        |
|  |                     |                           |                       |                           |                           |                           |        |        |        |        |

### Classements cumulés
| Rang | Équipe                                       | Pts | J  | G  | N  | P  | Bp | Bc | Diff |
| ---- | -------------------------------------------- | --- | -- | -- | -- | -- | -- | -- | ---- |
| 1    | Club Nacional de Football                    | 63  | 30 | 20 | 3  | 7  | 58 | 28 | +30  |
| 2    | Club Atlético Peñarol                        | 56  | 30 | 16 | 8  | 6  | 56 | 29 | +27  |
| 3    | CA River Plate                               | 54  | 30 | 17 | 3  | 10 | 56 | 35 | +21  |
| 4    | Defensor Sporting Club                       | 48  | 30 | 13 | 9  | 8  | 48 | 38 | +10  |
| 5    | Danubio Fútbol Club                          | 46  | 30 | 13 | 7  | 10 | 34 | 32 | +2   |
| 6    | Club Atlético Juventud                       | 45  | 30 | 13 | 6  | 11 | 46 | 39 | +7   |
| 7    | Racing Club de Montevideo                    | 45  | 30 | 14 | 3  | 13 | 49 | 54 | -5   |
| 8    | Institución Atlética Sud América             | 42  | 30 | 10 | 12 | 8  | 36 | 36 | 0    |
| 9    | Centro Cultural y Deportivo El Tanque Sisley | 39  | 30 | 10 | 9  | 11 | 35 | 43 | -8   |
| 10   | Centro Atlético Fénix                        | 37  | 30 | 11 | 4  | 15 | 38 | 42 | -4   |
| 11   | Montevideo Wanderers Fútbol Club             | 34  | 30 | 10 | 4  | 16 | 40 | 39 | +1   |
| 12   | Club Atlético AtenasP                        | 34  | 30 | 10 | 4  | 16 | 47 | 59 | -12  |
| 13   | Club Atlético Rentistas                      | 34  | 30 | 10 | 4  | 16 | 34 | 51 | -17  |
| 14   | Club Atlético Cerro -1                       | 34  | 30 | 10 | 5  | 15 | 43 | 52 | -9   |
| 15   | Tacuarembó Fútbol ClubP                      | 31  | 30 | 8  | 7  | 15 | 40 | 50 | -10  |
| 16   | Rampla Juniors Fútbol ClubP                  | 31  | 30 | 9  | 4  | 17 | 36 | 55 | -19  |

| Rang | Équipe                                       | Pts | J  | G | N | P | Bp | Bc | Diff |
| ---- | -------------------------------------------- | --- | -- | - | - | - | -- | -- | ---- |
| 1    | Club Nacional de Football                    | 120 | 60 |   |   |   |    |    |      |
| 2    | CA River Plate                               | 112 | 60 |   |   |   |    |    |      |
| 3    | Club Atlético Peñarol                        | 108 | 60 |   |   |   |    |    |      |
| 4    | Danubio Fútbol Club                          | 107 | 60 |   |   |   |    |    |      |
| 5    | Montevideo Wanderers Fútbol Club             | 96  | 60 |   |   |   |    |    |      |
| 6    | Defensor Sporting Club                       | 84  | 60 |   |   |   |    |    |      |
| 7    | Racing Club de Montevideo                    | 84  | 60 |   |   |   |    |    |      |
| 8    | Club Atlético Rentistas                      | 79  | 60 |   |   |   |    |    |      |
| 9    | Club Atlético Juventud                       | 77  | 60 |   |   |   |    |    |      |
| 10   | Institución Atlética Sud América             | 77  | 60 |   |   |   |    |    |      |
| 11   | Centro Atlético Fénix                        | 77  | 60 |   |   |   |    |    |      |
| 12   | Club Atlético Cerro                          | 71  | 60 |   |   |   |    |    |      |
| 13   | Centro Cultural y Deportivo El Tanque Sisley | 69  | 60 |   |   |   |    |    |      |
| 14   | Club Atlético Atenas                         | 68  | 30 |   |   |   |    |    |      |
| 15   | Tacuarembó Fútbol Club                       | 62  | 30 |   |   |   |    |    |      |
| 16   | Rampla Juniors Fútbol Club                   | 62  | 30 |   |   |   |    |    |      |

## Bilan de la saison
| Championnat d'Uruguay de football 2014-2015 |                                       |
| Champion                                    | Club Nacional de Football (45e titre) |
| Qualifications continentales                |                                       |
| Copa Libertadores 2016                      | Club Nacional de Football             |
| Copa Libertadores 2016                      | Club Atlético Peñarol                 |
| Copa Libertadores 2016                      | CA River Plate                        |
| Copa Sudamericana 2015                      | Club Nacional de Football             |
| Copa Sudamericana 2015                      | Defensor Sporting Club                |
| Copa Sudamericana 2015                      | Danubio Fútbol Club                   |
| Copa Sudamericana 2015                      | Club Atlético Juventud                |
| Promotions et relégations                   |                                       |
| Promus en Primera División                  | Liverpool Fútbol Club                 |
| Promus en Primera División                  | Club Atlético Plaza                   |
| Promus en Primera División                  | Club Atlético Villa Teresa            |
| Relégués en Primera B                       | Tacuarembó Fútbol Club                |
| Relégués en Primera B                       | Rampla Juniors Fútbol Club            |
| Relégués en Primera B                       | Club Atlético Atenas                  |